# 锦履桥
锦履桥，是位于中国福建省宁德市柘荣县楮坪乡苏家洋村水尾的一个清代古建筑，2007年7月入选第七批柘荣县文物保护单位。
锦履桥是一座单孔石拱廊屋桥，始建于明朝永乐元年（1403年），清朝嘉庆十九年（1814年）重修，同治十二年（1873年）重建，后亦有重修。东西走向，长24.58米，宽4.58米，石拱通高5米，其中矢高3.08米，拱跨4.1米。桥屋中有40根立柱，为三楼抬梁式双坡硬山顶，10扇、10开间，近年多有修缮。